# 加榴炮
加榴炮是指兼有加农炮和榴弹炮弹道特性的火炮。

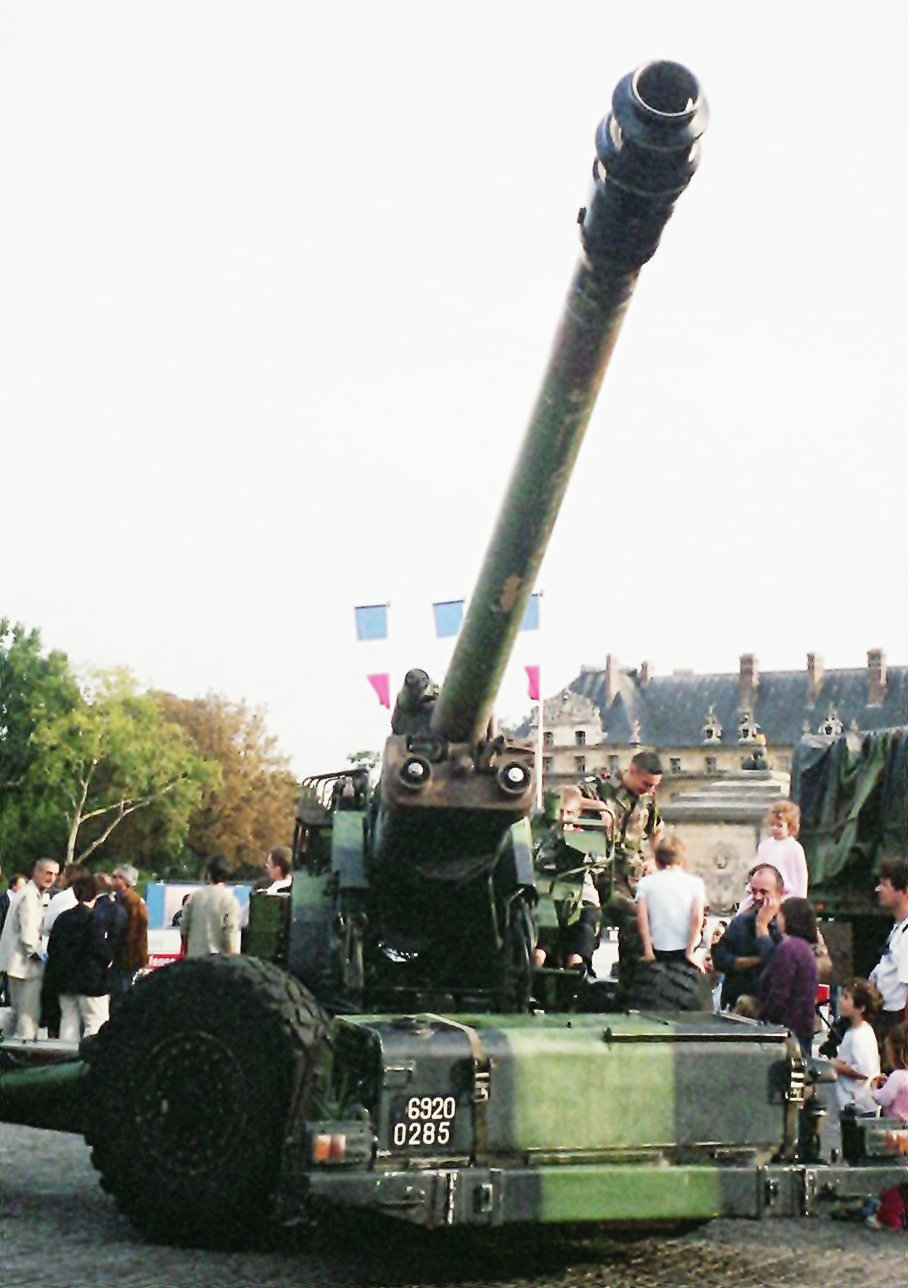
法國155毫米TRF1加榴炮

加榴炮的特色是：可高仰角射擊（超過60度），在使用小号装药接近于榴弹炮；超過30倍徑的長炮管，使用大號发射装药及一般仰角時弹道特性接近于加农炮；且口徑很大，多半超過120公厘。
在第二次世界大戰之前，使用加榴炮這個名詞定義的火炮不多，主要為蘇聯的ML-20加榴炮。在二戰後加榴炮多半是在蘇聯等共產國家中採用，西方國家縱使火炮有類似性能，仍是以榴弹炮命名。即使是蘇聯到1980年代之後推出的新型火炮（如2A65榴彈炮）雖然有加榴炮的特質，卻也棄用加榴炮這個名詞。

## 各國的加榴炮

### 二戰前
- obusier de 12加榴炮（英语：Canon obusier de 12）

### 二戰
- ML-20加榴炮
- QF 25磅榴彈炮
- LeFH 18榴彈炮

### 二戰後
- 2A65榴彈炮（英语：152 mm howitzer 2A65）
- TRF1加榴炮（英语：TRF1）
- M84加榴炮（英语：Gun-howitzer M84 NORA）